# Viuda e Hijas de Roque Enroll (álbum)
Viuda e Hijas de Roque Enroll es el primer álbum de estudio de la banda argentina Viuda e Hijas de Roque Enroll, editado en 1984.
El álbum fue un rotundo éxito mainstream (particularmente entre el público infantil y el de las chicas adolescentes), y fue uno de los principales propulsores de la música divertida junto con La dicha en movimiento.
Con este primer registro Viuda e Hijas de Roque Enroll se convirtió en un grupo de características bien distintivas. Ya sea porque era uno de los pocos integrados exclusivamente por mujeres que habían existido hasta el momento en el rock nacional o porque proponían un revival de la música y de la estética de los años ´60.

## Grabación
Desde la tapa, que mostraba a las integrantes del grupo vestidas a la usanza de la década anterior, hasta los últimos acordes del disco, bien twistero, todo en Viuda e Hijas de Roque Enroll destilaba originalidad, cambio. Es que Viudas ingresaba al mercado local con una propuesta distinta, alejada de la melancolía y muy cerca de la alegría. Fresca, vital y divertida. Con arreglos muy sencillos, los temas de la banda giraban en torno a los prejuicios argentinos más comunes, vistos desde una óptica exclusivamente femenina y con un humor bastante corrosivo. “Hace base” y “Estoy tocando fondo” son las dos canciones que mejor conjugan esas características, mientras que "Carolina Amoníaco" hace referencia al consumo de marihuana en contextos sociales. Otras canciones, como el hit “Bikini a lunares amarillos, diminuto, justo justo”, abordan cuestiones de género y estereotipos de belleza, sin perder el humor.

## Lista de canciones
| Viuda e Hijas de Roque Enroll | |                                                                               |          |  |
| N.º                           | Título | Escritor(es)                                                                  | Duración |  |
| 1.                            | «Estoy tocando fondo» | Mavi Díaz                                                                     |          |  |
| 2.                            | «Accidentado Dancing» | Mavi Díaz                                                                     |          |  |
| 3.                            | «Con esta banda no hay historia» | Mavi Díaz                                                                     |          |  |
| 4.                            | «Carolina amoníaco» | María Gabriela Epumer                                                         |          |  |
| 5.                            | «Potpourri (olla podrida) - El ejército del Surf (L'essercito del surf) - Mira cómo me amaco (Guarda come dondolo) - El baile del ladrillo (Il ballo del mattone) - Bailemos otra vez twist (Let's twist again)» | versión de Viuda e Hijas... Pattacia Vianello-Rossi Verde-Canfora Mann-Appell |          |  |
| 6.                            | «Bomba-cha-cha» | Viuda e Hijas...                                                              |          |  |
| 7.                            | «Bikini a lunares amarillo diminuto justo justo» | Vance-Pockris - versión de Viuda e Hijas...                                   |          |  |
| 8.                            | «Hace base» (a nuestro ídolo, Luis Miguel) | Viuda e Hijas...                                                              |          |  |
| 9.                            | «Te encargo mi modernidad» | Viuda e Hijas...                                                              |          |  |
| 10.                           | «Hawaiian Twist» | Viuda e Hijas...                                                              |          |  |
| 11.                           | «El Templo del Azulejo» | Viuda e Hijas...                                                              |          |  |
| 12.                           | «Pequeño manual de la técnica anticorrosiva del twist y afines» | Viuda e Hijas                                                                 |          |  |

## Personal
- Mavi Díaz: voz principal.
- María Gabriela Epumer: guitarra y coros.
- Claudia Mabel Sinesi: bajo y coros
- Claudia Ruffinatti: teclados y coros.

### Invitados
- E. Mulator: tuba, saxos y trompetas.
- Roland Garrós: batería y caja de ritmos.
- Mario Brauer (FMI): coros.
- Lucio Mazaira: batería y arreglos.
- Jota: batería.
- Firstman: batería.